# Баррера, Хордан
Хорда́н Андре́с Барре́ра Эрре́ра (исп. Jordan Andrés Barrera Herrera; род. 11 апреля 2006, Соледад, Атлантико) — колумбийский футболист, полузащитник клуба «Атлетико Хуниор».

## Клубная карьера
Баррера — воспитанник клуба «Атлетико Хуниор». 14 мая 2023 года в матче против «Депортиво Перейра» он дебютировал в Кубке Мустанга. Летом 2023 года Баррера перешёл в «Барранкилью» на правах аренды. 30 июля в матче против «Тигреса» он дебютировал в колумбийской Серии B.

## Международная карьера
В 2023 году в составе юношеской сборной Колумбии Баррера принял участие в юношеском чемпионате Южной Америки в Эквадоре. На турнире он принял участие в матчах против команд Уругвая, Бразилии, Чили и Эквадора.
В 2025 году в составе молодёжной сборной Колумбии Баррера принял участие в молодёжном чемпионате Южной Америки в Венесуэле. На турнире он сыграл в матчах против команд Парагвая, Эквадора, Боливии, Чили, Уругвая, а также дважды Бразилии и Аргентины. В поединке против парагвайцев Хордан забил гол.